# Infrastruktura železnice Srbije
Infrastruktura železnice Srbije a.d., cyrilicí Инфраструктура железнице Србије а.д., zkratka IŽS/ИЖС, je srbský státní provozovatel dráhy.

## Historie
Společnost byla zřízena k 10. srpnu 2015 oddělením z firmy Železnice Srbije na základě rozhodnutí srbské vlády. Na základě uvedeného rozhodnutí vlády z 2. července 2015 vznikl rovněž nákladní dopravce Srbija kargo a osobní dopravce Srbijavoz. Původní společnost Železnice Srbije zůstala zachována, ale plnila již jiné funkce.

## Činnost společnosti
Úkolem společnosti je správa srbské železniční infrastruktury, což zahrnuje její údržbu, provozování a zajištění přístupu na tuto infrastrukturu pro dopravce. V nákladní dopravě bylo po síti společnosti v roce 2022 přepraveno 3,37 miliardy čistých tunových kilometrů a 5,97 miliardy hrubých tunových kilometrů. V osobní dopravě bylo v roce 2022 realizováno přes 8,5 milionů vlakových kilometrů.
Činnost společnosti je také terčem kritiky, neboť se nedaří síť udržovat v dobrém stavu a modernizace tratí vázne. Srbský premiér Aleksandar Vučić (ve funkci v letech 2014–2017) slíbil, že od roku 2018 bude v provozu vysokorychlostní železnice Bělehrad–Budapešť, ale už v roce 2020 byl termín dokončení posunut na rok 2025. Uvedená trať byla na srbském území budována ruskými a čínskými firmami, tyto země se podílely také na financování stavby.
Firma se rovněž snaží postupně modernizovat park svých vozidel. Například v roce 2020 byly od společnosti CZ LOKO zakoupeny dvě lokomotivy řady 794 pro vozbu pracovních vlaků.

## Informace o síti
Celková délka železničních tratí spravovaných společností Infrastruktura železnice Srbije činí 3348,1 km, z toho 3059,4 km tratí je jednokolejných a 288,7 dvoukolejných. 1301,9 km tratí je elektrizovaných soustavou 25 kV 50 Hz. Všechny zmiňované tratě mají rozchod 1435 mm. Kromě toho firma spravuje muzejní trať Šarganská osmička, která má délku 22,5 km a rozchod 760 mm.